# È stato morto un ragazzo
È stato morto un ragazzo è un film documentario del 2010 diretto da Filippo Vendemmiati. 
Racconta la vicenda del caso Aldrovandi, studente di Ferrara ucciso nella notte del 25 settembre 2005 da quattro agenti di Polizia.

## Trama
I fatti narrati partono all'alba del 25 settembre 2005, quando Federico si trova vicino all'ippodromo di Ferrara, luogo in cui avviene l'incontro con una pattuglia di polizia. Passate alcune ore da quell'episodio, la sua famiglia apprende della sua scomparsa. La parte successiva del film tenta di ricostruire la verità di ciò che accadde veramente quella mattina, ripercorrendo le ricostruzioni fatte dalla polizia e le testimonianze di amici e conoscenti. In seguito viene seguita l'istituzione del processo e vengono presentati numerosi documenti degli archivi Rai registrati da alcuni dei protagonisti.

## Produzione
La creazione è stata possibile grazie al lavoro del regista, che ha raccolto numerosi documenti originali, spezzoni di inchiesta, filmati d'archivio e inserti narrativi da tutte le fonti disponibili, forte anche del suo lavoro di giornalista presso la sede RAI di Bologna.

## Distribuzione
Il 2 settembre 2010 viene distribuito il DVD del film insieme al libro che porta lo stesso titolo, nella collana Promo Music Books, di Corvino Meda Editore. Il film è stato presentato l'8 settembre 2010 alla 67ª Mostra internazionale d'arte cinematografica di Venezia.
Il 25 gennaio 2011 viene trasmessa la prima nazionale di È stato morto un ragazzo, gratuitamente su Internet in diretta dal blog di Beppe Grillo.
(Beppe Grillo, prima della proiezione del film)
Il 21 maggio 2011 viene infine trasmesso su Rai 3 in seconda serata.
Il 1º aprile 2013 viene reso disponibile online; a renderlo noto Stefano Corradino e Giuseppe Giulietti, direttore e portavoce di Articolo 21, liberi di....

## Accoglienza
Dopo l'uscita, il film è stato supportato da numerosi enti ed istituzioni, tra cui l'associazione Articolo 21, liberi di..., la Federazione Nazionale Stampa Italiana e la Regione Emilia-Romagna (che ha dato al film il suo patrocinio).

## Riconoscimenti
- 2011 - BIF&ST
  - Miglior documentario
- David di Donatello 2011
  - Miglior documentario di lungometraggio